# Commander Task Force Baltic
Der Stab Commander Task Force Baltic (auch CTF Baltic bzw. CTFB) überwacht im Auftrag der NATO seit Oktober 2024 den Ostseeraum und übernimmt zeitweise Führungsaufgaben für das Bündnis. Sitz des Stabs CTF Baltic ist seit 2024 Rostock, wo die Deutsche Marine den Stab mit bis zu 180 Dienstposten und internationaler Beteiligung führt; im Jahr 2028 soll der Stab nach Polen wechseln.
Daneben gibt es vier weitere regionale CTFs für die Seegebiete Atlantik, Nordsee, Mittelmeer und Schwarzes Meer.

## Beschreibung und Aufgaben
Das Bundesministerium der Verteidigung (BMVg) bezeichnete den Stab Commander Task Force Baltic in einer Presseerklärung im Oktober 2024 als ein „nationales Hauptquartier mit multinationaler Beteiligung“. Ergänzend erklärte ein Sprecher des Ministeriums auf einer Regierungspressekonferenz im selben Monat, das CTF Baltic sei „eine Aufgabe, die von einer Nation für die NATO übernommen wird“ und „nicht an den Ort gebunden“ - „eine Aufgabe, die das Marinekommando in Rostock wahrnimmt; es ist keine NATO-Struktur“ und „keine Errichtung eines Hauptquartiers, einer Struktur, eines Truppenkörpers“.
Die Deutsche Marine ist die größte NATO-Marine in der Ostsee. Der Stab CTF Baltic übernahm ab 2024 Führungsaufgaben für das NATO-Bündnis in der Ostsee. Dafür werden die Marineaktivitäten in der Region koordiniert, maritime Übungsvorhaben und Operationen geplant und die von der NATO zugeteilten Seestreitkräfte geführt. Der Stab ist für die Überwachung des Ostseeraums zuständig und soll Informationen mit den NATO-Partnern austauschen. Den in der NATO verbündeten Marinen wird ein aktuelles gemeinsames maritimes Lagebild für eine Fläche von rund 400.000 Quadratkilometern bereitgestellt.
Das CTF Baltic wird seit Oktober 2024 formal von der Deutschen Marine geführt. Er kann im Bedarfsfall dem für die Führung der NATO-Seestreitkräfte zuständigen MARCOM unterstellt und damit in die NATO-Kommandostruktur integriert werden und so zur Umsetzung des für Zentraleuropa und die Ostseeregion entwickelten regionalen Verteidigungsplans des Bündnisses beitragen. Als Bedarfsfall gilt beispielsweise ein Angriff auf einen NATO-Mitgliedstaat.

## Geschichte
Die NATO (North Atlantic Treaty Organization) beschloss in der Anpassung ihrer Führungsstruktur seit 2017 auch die Aufstellung von ständigen maritimen Hauptquartieren auf der obersten taktischen Ebene. Mit dem „Baltic Maritime Component Command“ und dem DEU MARFOR beherbergte die Stadt Rostock bereits Einrichtungen, die eine Schlüsselrolle bei der Unterstützung des Allied Maritime Command (MARCOM) der NATO in Northwood spielen und wichtige Befehls- und Kontrollfunktionen für maritime Operationen in der Ostsee erfüllen. Um das regionale Hauptquartier hatten sich Deutschland und Polen beworben. Am Ende bekam Rostock den Zuschlag.
Zum 1. Oktober 2024 richtete die Deutsche Marine als die größte Seestreitkraft der NATO im Ostseeraum den Stab Commander Task Force Baltic für die Ostseeregion ein. Am 21. Oktober 2024 gab es dazu eine offizielle Aufstellungszeremonie im Marinekommando in Rostock im Beisein von Bundesverteidigungsminister Boris Pistorius, Vizeadmiral Jan Christian Kaack, Vizeadmiral Didier Maleterre, Konteradmiral Stephan Haisch, Vizeadmiral Krzysztof Jaworski, Ministerpräsidentin Manuela Schwesig sowie Gästen aus dem In- und Ausland. Am Tag der Aufstellungszeremonie gab es Proteste durch das „Rostocker Friedensbündnis“ nahe der Kaserneneinfahrt; Rostocks Oberbürgermeisterin Eva-Maria Kröger (Die Linke) bezeichnete die Deutsche Marine als wichtigen Arbeitgeber der Stadt, äußerte aber auch Sorgen „über Rostock als Angriffsziel“.
Im November 2024 übertrug die MARCOM, die oberste Marineführung der NATO, dem im Oktober aufgestellten CTF Baltic erstmals Führungs- und Koordinierungsaufgaben. Am 8. November wurde der Stab dazu aktiviert und übernahm das taktische Kommando über zwei NATO-Verbände in der Ostsee, das CTF Baltic diente als Koordinierungs- und Führungselement zwischen den Schiffen auf taktischer Ebene und der operativen NATO-Führung. Konkret wurden vom 8. November bis zum 6. Dezember 2024 von Rostock aus der Minenabwehr-Verband Standing NATO Mine Countermeasures Group 1 und der Überwasserkampfverband Standing NATO Maritime Group 1 geführt. Diese erste Aktivierung des Stabs endete am 6. Dezember 2024. Im Januar 2025 wurden Aktivitäten zur Aufklärung der mutmaßlichen Sabotage an einem Unterwasserkabel in der Ostsee vom CTF Baltic in Rostock aus geleitet. Auch für die NATO-Operation Baltic Sentry war CTF Baltic mit verantwortlich. Vom CTFB aus wird die Übung „BALTOPS“ 2025 koordiniert.
Im Jahr 2028 soll der Stab nach Polen verlegt werden, ab diesem Jahr liegt die Führung des CTF Baltic in den Händen des polnischen Marinekommandos.

## Sitz
Der Stab ist seit Oktober 2024 auf dem Gelände der Hanse-Kaserne in der Kopernikusstraße in Rostock, dem Sitz des Marinekommandos Rostock, stationiert.
Der Stab CTF Baltic ist nicht an einen Ort gebunden, er kann auch ins Ausland verlegt werden, sollte ein anderes Mitglied der NATO die Führung übernehmen. So soll er im Jahr 2028 nach Polen verlegt werden, dessen Marine im Rahmen der Rotation ab diesem Jahr die Führung des CTF Baltic übernehmen soll.

## Personal
Der Stab kann in Friedenszeiten bis zu 180 Dienstposten, im Krisen- und Konfliktfall bis zu 240 Dienstposten umfassen. Von den 180 Dienstposten sind 60 multinationale Dienstposten. Den Kern des Personals stellt der nationale Führungsstab DEU MARFOR (German Maritime Forces), der schon seit 2019 im Marinekommando in Rostock besteht. 13 Nationen beteiligen sich im Jahr 2024 an dem Stab, neben Deutschland auch Dänemark, Estland, Finnland, Frankreich, Italien, Lettland, Litauen, die Niederlande, Norwegen, Polen, Schweden und das Vereinigte Königreich.
Die Führung des Stabs liegt seit Oktober 2024 bei dem deutschen Konteradmiral Stephan Haisch, dessen Stellvertreter ist der polnische Konteradmiral Piotr Nieć vom Centrum Operacji Morskich-Dowództwa Komponentu Morskiego (COM-DKM); ein schwedischer Stabsoffizier ist Chef des Stabes. Die im CTF Baltic Rostock im Rahmen von MARCOM eingesetzten Vertreter der schwedischen Streitkräfte sind NATO-Offiziere und werden nach zwei Jahren rotieren.
Spätestens nach vier Jahren ist eine Rotation vorgesehen. Im Jahr 2028 soll Polen die Position des Kommandeurs übernehmen, CTF Baltic dann auf dem künftigen POL MARFOR (Polish Maritime Forces) beim COM-DKM basieren.

## Verbandsabzeichen
Das Verbandsabzeichen (Badge) zeigt auf dunkelblauem Grund die in hellblau gehaltenen, gold umrandeten Umrisse der Ostsee mit Inseln. Im oberen Teil ist der Schriftzug CTF BALTIC zu sehen, darunter zwei goldene, fünfzackige Sterne.

## Frage der Verletzung des Zwei-Plus-Vier-Vertrages
Im Zwei-plus-Vier-Vertrag (Artikel 5, Absatz 3, Satz 3) wurde vereinbart, dass auf dem Gebiet der damaligen DDR und Berlins ausländische Soldaten weder stationiert noch dorthin verlegt werden.
In einer Stellungnahme der Wissenschaftlichen Dienste des Deutschen Bundestages aus dem Jahr 2017 wurde (in Betrachtung eines anderen Szenarios) eine Verletzung des Zwei-Plus-Vier-Vertrages ausdrücklich verneint, sofern das Kommando „nicht aus bewaffneten militärischen Verbänden, sondern ausschließlich aus militärischem und zivilem Stabspersonal, das sich aus zahlreichen NATO-Mitgliedstaaten rekrutiert“, besteht.
Nach Angaben des Bundesministeriums der Verteidigung (BMVg) nimmt das ab 2024 in Rostock stationierte Bundeswehr-Marinekommando mit dem CTF Baltic zusätzliche Aufgaben für die NATO wahr. Das Presse- und Informationsamt der Bundesregierung erklärte, die ausländischen Soldaten seien Austausch- und Verbindungsbeamte. Bundesverteidigungsminister Boris Pistorius sagte, dass das CTF Baltic ein „multinationales Einsatzkommando“ sei und keine NATO-Kommandostruktur. Laut Pistorius sind die im CTF Baltic eingesetzten ausländischen Soldaten zunächst für etwa vier Jahre deutschem Kommando unterstellt, ehe die Kommandoführung auf das polnische oder schwedische Militär übergeht. Der an der Universität der Bundeswehr München lehrende Militärexperte Carlo Masala teilte die juristische Einschätzung des BMVg, wonach CTF Baltic als ein nationales Hauptquartier anzusehen sei, weil es (trotz der Beteiligung von Stabsoffizieren aus den Ostsee-Anrainerstaaten) „innerhalb der Strukturen des Marinekommandos“ arbeite. Laut Masala ist CTF Baltic kein NATO-Hauptquartier; es leitet lediglich Erkenntnisse an die NATO weiter.
Russlands Außenministerium bestellte einen Tag nach Einweihung des CTF Baltic im Oktober 2024 den deutschen Botschafter Alexander Graf Lambsdorff ein. Die Gründung des Commander Task Force Baltic auf dem Gebiet des deutschen Marinehauptquartiers stelle „einen eklatanten Verstoß gegen den Buchstaben und den Geist“ des Zwei-plus-Vier-Vertrags von 1990 dar, erklärte das Ministerium und forderte umfassende Erklärungen von Deutschland. Lambsdorff erklärte anlässlich der Einbestellung die Zuordnung von deutschen Streitkräfteverbänden unter die Strukturen der NATO gemäß dem Zwei-plus-Vier-Vertrag auch im Gebiet der damaligen DDR und Berlins als ausdrücklich zulässig: Der maritime Führungsstab werde wie in der Vergangenheit sowohl aus deutschen als auch aus ausländischen Offizieren bestehen, der Zwei-plus-Vier-Vertrag werde nicht verletzt.
Die Wissenschaftlichen Dienste des Deutschen Bundestages schrieben im November 2024 bezüglich der „Aufstellung des Command Task Force Baltic auf dem Gebiet der ehemaligen DDR im Lichte des ‚Zwei-plus-Vier-Vertrags‘“, dass diese Aufstellung nicht gegen den Zwei-plus-Vier-Vertrag verstoße, da „es sich beim Stab CTF Baltic mit seinem multinationalen Personal gemäß den einschlägigen Definitionen nicht um ‚armed forces‘ handelt und die Entsendung ausländischer Soldatinnen und Soldaten in den Stab dieses nationalen Hauptquartiers der Deutschen Marine keine ‚Verlegung‘ bzw. ‚Stationierung‘ darstellt“. Es gehe demnach im Vertrag „nicht um Stäbe bzw. Hauptquartiere, sondern konkret um bewaffnete ausländische Einheiten auf dem Gebiet der ehemaligen DDR – und zwar um solche, von denen eine militärische Bedrohung ausgehen könnte“. Das CTF Baltic stelle offensichtlich keine konkrete Bedrohung für Russland dar.